# Международный конкурс карикатур о Холокосте

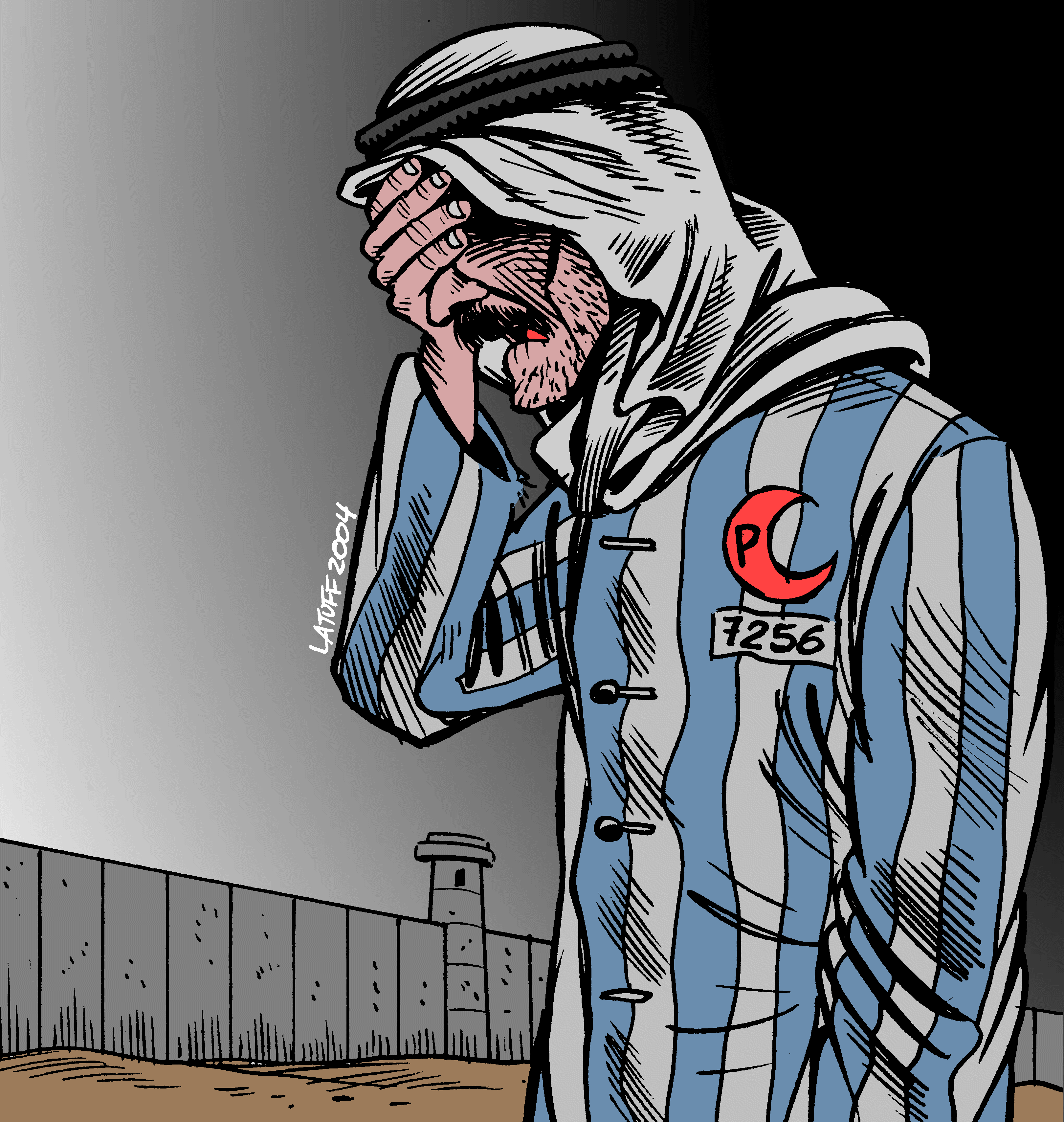
Второй приз конкурса в 2006 году получил бразильский художник Карлос Латуфф

Междунаро́дный ко́нкурс карикату́р о Холо́косте был объявлен иранской газетой Hamshahri в феврале 2006 года в качестве ответа на публикацию датской газетой Jyllands-Posten карикатур на пророка Мухаммеда в сентябре 2005 года.

## История
Двенадцать карикатур, изображающих исламского пророка Мухаммеда, были опубликованы в датской газете Jyllands-Posten 30 сентября 2005 года в качестве иллюстрации к статье о самоцензуре и свободе слова. Это вызвало крупный конфликт, охвативший практически все страны Европы и мусульманского Востока. В мусульманских странах произошёл ряд нападений на датские представительства, а многие западные газеты перепечатали карикатуры, поскольку сочли протесты мусульман попыткой ограничить свободу слова.
Одним из вариантов протеста стали публикации мусульманскими СМИ антисемитских карикатур или карикатур с отрицанием Холокоста. В частности, Европейская арабская лига 5 февраля 2006 года опубликовала на своём сайте ряд карикатур. В одной из них Анна Франк лежит в постели с Гитлером. В пояснении к публикации написано, что это сделано в соответствии с принципом свободы слова.

## Проведение конкурса
7 февраля 2006 года арт-директор Hamshahri Фарид Мортазави (Farid Mortazavi) объявил о проведении газетой международного конкурса карикатур на тему Холокоста. По условиям конкурса 12 авторам, приславшим лучшие карикатуры, были обещаны денежные призы, предоставленные, по словам газеты, частными лицами. Число призов совпадало с числом карикатур, напечатанных в Jyllands-Posten. Главный приз составил сумму 12 тысяч долларов США. Каждому из 12 победителей было обещано также по две золотые монеты общей стоимостью 150 долларов.
В качестве обоснования проведения конкурса газета написала:
Мусульман серьёзно интересует, распространяется ли западная свобода слова на преступления США и Израиля или такие события, как Холокост, или эта свобода годится только на то, чтобы оскорблять святые ценности божественных религий.
На конкурс было прислано более 1100 карикатур из 60 стран.
С 14 августа по 13 сентября в Тегеране проходила выставка, на которой были представлены 204 карикатуры из присланных конкурсантами.
Главный приз и премию в размере 12 тысяч долларов получил марокканец Абдулла Деркауи. На его карикатуре был изображён подъемный кран со звездой Давида, монтирующий бетонную стену, на которой нарисована фотография Освенцима. Стена, закрывающая мечеть, символизирует Израильский разделительный барьер.
Вторая премия в размере 6300 евро была разделена между двумя участниками: француженкой Франсуазой Пишар и бразильцем Карлосом Латуффом. 3 ноября 2006 года Пишар заявила, что получивший приз рисунок был создан 10 лет назад для личного использования и никогда не направлялся ею на этот конкурс.
На церемонии подведения итогов конкурса министр культуры Ирана Мохаммед Хоссейн Саффар-Харанди (Mohammad Hossein Saffar-Harandi) назвал Холокост мифом и отметил роль президента Ирана Махмуда Ахмадинеджада, который поддержал идею проведения конкурса. По мнению министра, конкурс разрушил табу на отрицание Холокоста.
Второй подобный конкурс был проведён в 2015 году, третий состоялся в июне 2016 года. Величина главного приза неизвестна (данные противоречивы), но после казуса с французской карикатуристкой было объявлено, что немусульманские участники будут участвовать на тех же основаниях, что и правоверные мусульмане, и «ничто не помешает немусульманину получить даже первую премию». Так и произошло, первая премия была выдана немусульманину, и её денежная составляющая превышала официальную величину второй премии.

## Реакция на конкурс
Проведение конкурса осудили Генеральный секретарь ООН Кофи Аннан, организация Репортёры без границ и Антидиффамационная лига. Кофи Аннан в ходе визита в Иран отказался посетить выставку карикатур и призвал избегать разжигания ненависти.
Резко негативно оценили идею конкурса американская неправительственная организация Heritage Foundation и Федерация еврейских общин России. Президент российского фонда «Холокост» Алла Гербер заявила, что сатира на религию является допустимой, а сатира на уничтожение людей — нет.
Датская газета «Информацион» опубликовала шесть карикатур из тех, что были присланы на конкурс. Главный редактор газеты Пале Вейс сослался на слова главного раввина Копенгагена, который счёл карикатуры безвкусными, предсказуемыми и безобидными.
Российский писатель Александр Никонов полагает, что карикатурные скандалы и реакция на них показали моральное превосходство западного мира над мусульманским, поскольку в ответ на карикатуры о Холокосте никто не стал устраивать погромы и насилие, устроенные в ответ на карикатуры о Мухаммеде.
Американский карикатурист Алан Форкам также отметил асимметричность реакции на карикатурные публикации и обратил внимание на тот факт, что исламисты вовсе не стали сторонниками свободы слова, поскольку в Иране существует жёсткая цензура. Для проверки на конкурс были присланы ряд работ, содержащих критику президента Ирана — и все они были отклонены, кроме одной, где эта критика содержалась в скрытом от обычного просмотра виде. По мнению Форкама, этот конкурс — попытка отвлечь внимание от того факта, что исламисты угрожают насилием тем, кто выражает неприемлемое для них мнение.
Мемориальный музей Холокоста в Вашингтоне в 2015 году в связи с вторым конкурсом заявил, что в Иране продолжается поддержанная и санкционированная правительством политика демонизации евреев, руководство Ирана ведёт подстрекательство к насилию и геноциду.
Через неделю после объявления первого иранского конкурса, 14 февраля 2006 года израильский художник-иллюстратор Амитай Санди заявил, что именно евреи могут «нарисовать самые лучшие, самые остроумные, самые оскорбительные юдофобские карикатуры из всех опубликованных» и иранцы евреям в этом деле — не конкуренты. В качестве ответа иранскому конкурсу Амитай Санди и Эяль Зусман объявили Израильский конкурс антисемитской карикатуры. По мнению Санди, лучший вызов фанатизму — это юмор. Победителем стала картина «Скрипач на крыше», символизирующая антисемитскую теорию заговора о теракте 11 сентября 2001 года: на фоне горящих башен ВТЦ — тень еврея-скрипача на Бруклинском мосту